# Henry Bonello
Pour les articles homonymes, voir Bonello.
Henry Bonello est un footballeur maltais, né le 13 octobre 1988 à Pietà. Il évolue au poste de gardien de but aux Ħamrun Spartans.

## Biographie

### En club
Avec le club du Valletta , il participe aux tours préliminaires de la Ligue des champions.

### En équipe nationale
Il participe avec les espoirs aux éliminatoires du championnat d'Europe espoirs .
Il reçoit sa première sélection en équipe de Malte le 29 février 2012, en amical contre le Liechtenstein (victoire 2-1 à Attard).

## Palmarès
- Sliema Wanderers :
  - Vainqueur de la Coupe de Malte en 2009

- Hibernians  :
  - Champion de Malte en 2015

- Valletta :
  - Champion de Malte en 2016 et 2018
  - Coupe de Malte en 2018